# ابن العميد
ابن العميد هو الكاتب محمد بن الحسين بن محمد أبو الفضل بن أبي عبد الله المعروف بابن العميد لقب والده بذلك على عادة أهل خراسان في التعظيم وكان والده يلقب بـ(كُلَهْ) بضم الكاف وفتح اللام مخففة وبعدها هاء.

## الجاحظ الثاني
كان أبوه مترسلا بليغا يتولى الكتابة لنوح بن نصر الساماني ملك بخارى فنشأ على الأدب ودربه على الكتابة فبرع في الإنشاء والترسل وتوسع في الفلسفة والنجوم وقيادة الجيوش فضلا على نظم الشعر والترسل والكتابة حتى سمي بالأستاذ ولقب بالجاحظ الثاني بالمقارنة مع الجاحظ، وقد لقب بالجاحظ الثاني وذلك لبراعته في الكتابة.

## وزارته
غادر ابن العميد بخارى إلى بلاد الجبل من ملك آل بويه فتقلد الأعمال في دولتهم حتى أصبح وزيراً لركن الدولة بن بويه سنة 328 هجرية وقام بشوؤن الدولة وجرى على منهج بني برمك في الجود فقصده الشعراء والعلماء من بغداد والشام ومصر فكان هو والصاحب بن عباد والوزير المهلبي روحاً لنهضة العلم وقطباً لدائرة ا لأدب في ذلك العصر. وقد قصده المتنبي وامتدحه بقصائد مشهورة منها رائيته التي مطلعها:
ومنها :

## نماذج من نثره وشعره
من كتابه إلى ابن بلكا عند استعصائه على ركن الدولة : كتابي وأنا مترجحٌ بين طمع فيك، وإياسٍ منك، وإقبالٍ عليك، وإعراضٍ عنك؛ فإنك تدلي بسابق حرمة، وتمت بسالف خدمة؛ أيسرها يوجب رعاية، ويقتضي محافظةً وعناية؛ ثم تشفعهما بحادث غلولٍ وخيانة، وتتبعهما بآنف خلافٍ ومعصية؛ وأدنى ذلك يحبط أعمالك، ويمحق كل ما يرعى لك؛ لا جرم أني وقفت بين ميلٍ إليك، وميلٍ عليك؛ أقدم رجلاً لصمدك، وأؤخر أخرى عن قصدك؛ وأبسط يداً لاصطلامك واحتياجك، وأثني ثانيةً نحو استبقائك واستصلاحك؛ وأتوقف عن امتثال بعض المأمور فيك ضناً بالنعمة عندك، ومنافسةً في الصنيعة لديك؛ وتأميلاً لفيئتك وانصرافك، ورجاءً لمراجعتك وانعطافك؛ فقد يعزب العقل ثم يؤوب، ويغرب اللب ثم يثوب، ويذهب العزم ثم يعود، ويفسد الحزم ثم يصلح، ويضاع الرأي ثم يستدرك، ويسكر المرء ثم يصحو، ويكدر الماء ثم يصفو.
ومنه: وزعمت أنك في طرفٍ من الطاعة بعد أن كنت متوسطها، وإن كنت كذلك فقد عرفت حالتها، وحلبت شطريها، فناشدتك الله لما صدقت عما أسألك: كيف وجدت ما زلت عنه، وتجد ما صرت إليه؟ ألم تكن من الأول في ظل ظليل، ونسيمٍ عليل، وريحٍ بليل؛ وهواءٍ ندي، وماءٍ روي، ومهادٍ وطي؛ وكن كنين، ومكانٍ مكين، وحصنٍ حصين؛ يقيك المتالف، ويؤمنك المخاوف؛ ويكنفك من نوائب الزمان، ويحفظك من طوارق الحدثان؛ عززت به بعد الذلة، وكثرت بعد القلة؛ وارتفعت بعد الضعة، وأيسرت بعد العسر، وأثريت بعد المتربة، واتسعت بعد الضيق، وأطافت بك الولايات، وخففت فوقك الرايات؛ ووطئ عقبك الرجال، وتعلقت بك الآمال؛ وصرت تكاثر ويكاثر بك، وتشير ويشار إليك؛ ويذكر على المنابر اسمك، وفي المحاضر ذكرك؛ ففيم أنت الآن في الأمر؟ وما العوض مما ذكرت وعددت، والخلف عمّا وصفت؟ وما استفدت حين أخرجت من الطاعة نفسك، ونفضت منها كفك، وغمست في خلافها يدك؟ وما الذي أظلك بعد انحسار ظلها عنك؟ أظل ذو ثلاث شعب، لا ظليل ولا يغني من اللهب؟ قل: نعم، فذاك واللّه أكنف ظلالك في العاجلة، وأروحها في الآجلة؛ إن أقمت على المحادة والعنود، ووقفت على المشاقة والجحود.
ومنه: تأمل حالك وقد بلغت هذا الفصل من كلامي فستنكرها، والمس جسدك فانظر هل يحس، واحسس عرقك هل ينبض، وفتش ما حني عليه أضلاعك هل تجد في عرضها قلبك؟ وهل حلا بصدرك أن تظفر بفوتٍ مزيج أو موت مريح؟ ثم قس غائب أمرك بشاهده، وآخر شأنك بأوله.
ومن جيد شعره قوله لبعض اخوانه :
ومنها:

## مؤلفاته
من أهم مؤلفاته كتاب «بناء المدن» يشرح فيه ابن العميد أساليب البناء، والتخطيط العمراني. وهذا الكتاب في أغلب الظن موجود بنسخته الأصلية كمخطوطة في إحدى مكتبات المخطوطات العربية، والإسلامية في إسطنبول بتركيا.

## وفاته
يعتقد أن وفاته كانت قبل سنة 367 هجرية.